# Año Internacional de la Luz y las Tecnologías Basadas en la Luz
2015 fue proclamado Año Internacional de la Luz y las Tecnologías Basadas en la Luz por la Asamblea General de las Naciones Unidas mediante la resolución 68/221, aprobada el 20 de diciembre de 2013. La iniciativa fue impulsada por la Organización de las Naciones Unidas para la Educación, la Ciencia y la Cultura (UNESCO), con el respaldo del Consejo Ejecutivo de la UNESCO en su 190ª reunión y aprobado en la 37ª reunión de la Conferencia General el 19 de noviembre de 2013. Este año conmemorativo tuvo como objetivo principal reconocer la importancia fundamental de la luz y las tecnologías ópticas en la vida cotidiana, el desarrollo sostenible, la energía, la salud, la educación y la cultura. Además, se buscó destacar hitos científicos significativos, como los trabajos de Ibn Al-Haytham en óptica, las teorías de Fresnel, Maxwell y Einstein, y avances contemporáneos en telecomunicaciones ópticas.

## Actividades y alcance
Durante el año, se llevaron a cabo múltiples actividades a nivel global para promover la concienciación sobre el papel esencial de la luz en diversos sectores, desde la medicina y las comunicaciones hasta la astronomía y el arte. La UNESCO, en colaboración con gobiernos, organizaciones académicas, el Consejo Internacional para la Ciencia y entidades no gubernamentales, facilitó la organización de eventos educativos, exposiciones y talleres dirigidos especialmente a jóvenes y comunidades en países en desarrollo. Un aspecto crucial fue el empoderamiento de las mujeres en la ciencia y la promoción de la enseñanza de disciplinas científicas. Las actividades fueron financiadas principalmente mediante contribuciones voluntarias, incluyendo aportes del sector privado, asegurando que no se comprometieran los fondos obligatorios de la ONU. Este año también sirvió como plataforma para fomentar la cooperación internacional y mejorar el acceso a los conocimientos y avances relacionados con la ciencia de la luz y las tecnologías ópticas, contribuyendo así a los Objetivos de Desarrollo del Milenio y al desarrollo sostenible global.

## Aniversarios científicos 2021
- 1015: los estudios sobre óptica de Ibn Al-Haytham
- 1815: la noción de la luz como una onda propuesta por Fresnel
- 1865: la teoría electromagnética de la propagación de la luz propuesta por Maxwell
- 1905: la teoría del efecto fotoeléctrico de Einstein.
- 1965: el descubrimiento de la radiación de fondo  por Penzias y Wilson.